# Festival de la Cançó d'Eurovisió Júnior 2025
El Festival de la Cançó d'Eurovisió Júnior 2025 serà la 23a edició del Festival de la Cançó d'Eurovisió Júnior, organitzat per la Unió Europea de Radiodifusió (EBU) i l'emissora amfitriona Georgian Public Broadcaster (GPB). El concurs tindrà lloc a Geòrgia, després de la victòria del país al concurs de 2024 amb la cançó "To My Mom" d'Andria Putkaradze. Aquesta serà la segona vegada que Geòrgia acollirà el Festival de la Cançó d'Eurovisió Júnior, el primer serà el 2017.

## Ubicació
A diferència del Festival de la Cançó d'Eurovisió, l'emissora guanyadora del Festival de la Cançó Júnior d'Eurovisió de l'any anterior no rep automàticament el dret d'acollir la propera edició. No obstant això, des del 2011 (amb les excepcions del 2012, 2015, 2018 i 2024) és habitual que els guanyadors assumeixin les funcions d'amfitrió, i des del 2019, l'emissora guanyadora té dret de preferència per acollir el següent concurs. El 2024, la guanyadora del 2023, l'emissora francesa France Télévisions, es va donar aquest dret, però finalment es va descartar. El 16 de novembre de 2024, després de la seva victòria al concurs de 2024, l'emissora pública de Geòrgia (GPB) va anunciar que acolliria el concurs de 2025.

## Països participants
L'elegibilitat per participar al Festival de la Cançó d'Eurovisió Junior requereix una emissora nacional amb membres actius de l'EBU capaç de rebre el concurs a través de la xarxa d'Eurovisió i emetre'l en directe a tot el país. L'UER emet invitacions per participar en el concurs a tots els membres actius.

A partir del novembre de 2024, les emissores dels països següents han confirmat públicament la seva intenció de participar al concurs de 2025.

### Cançons i selecció
| País i TV              | Títol original de la cançó | Artista          | Procés i data de selecció                                                      |
| País i TV              | Traducció al català        | Idiomes          | Procés i data de selecció                                                      |
| ---------------------- | -------------------------- | ---------------- | ------------------------------------------------------------------------------ |
| Albània RTSH           | «Fruta Perime»             | Kroni Pula       | Festvali Mbarëkombëtar I Këngës për Fëmije, Shkodër, 01-06-2025                |
| Albània RTSH           | «Fruites i verdures»       | Albanès          | Festvali Mbarëkombëtar I Këngës për Fëmije, Shkodër, 01-06-2025                |
| Armènia AMPTV          |                            |                  |                                                                                |
|                        |                            |                  |                                                                                |
| Azerbaidjan İctimai    |                            |                  |                                                                                |
|                        |                            |                  |                                                                                |
| Croàcia HRT            |                            | Marino Vrgoč     | The Voice Kids Hrvatska 2025, 16-04-2025 (Presentació de la cançó, ??-??-2025) |
| Croàcia HRT            |                            |                  | The Voice Kids Hrvatska 2025, 16-04-2025 (Presentació de la cançó, ??-??-2025) |
| Espanya RTVE           |                            | Gonzalo Pinillos | Elecció interna, 23-07-2025 (Presentació de la cançó, ??-??-2025)              |
| Espanya RTVE           |                            |                  | Elecció interna, 23-07-2025 (Presentació de la cançó, ??-??-2025)              |
| França France 2        |                            |                  |                                                                                |
|                        |                            |                  |                                                                                |
| Geòrgia GPB            |                            |                  | Ranina 2025, ??-??-2025                                                        |
| Geòrgia GPB            |                            |                  | Ranina 2025, ??-??-2025                                                        |
| Països Baixos AVROTROS |                            |                  | Junior Songfestival 2025, ??-??-2025                                           |
| Països Baixos AVROTROS |                            |                  | Junior Songfestival 2025, ??-??-2025                                           |
| Polònia TVP            |                            | Marianna Kłos    | Elecció interna, 01-06-2025 (Presentació de la cançó, ??-??-2025)              |
| Polònia TVP            |                            |                  | Elecció interna, 01-06-2025 (Presentació de la cançó, ??-??-2025)              |
| Portugal RTP           |                            | Inês Gonçalves   | The Voice Kids Portugal, 29-06-2025 (Presentació de la cançó, ??-??-2025)      |
| Portugal RTP           |                            |                  | The Voice Kids Portugal, 29-06-2025 (Presentació de la cançó, ??-??-2025)      |
| Irlanda TG4            |                            |                  | Junior Eurovision Éire 2025, ??-??-2025                                        |
| Irlanda TG4            |                            |                  | Junior Eurovision Éire 2025, ??-??-2025                                        |
| Itàlia RAI             |                            |                  |                                                                                |
|                        |                            |                  |                                                                                |
| Macedònia del Nord MRT |                            | Nela Mančeska    |                                                                                |
| Macedònia del Nord MRT |                            |                  |                                                                                |
| Malta PBS              |                            |                  |                                                                                |
|                        |                            |                  |                                                                                |
| Montenegro RTCG        |                            |                  |                                                                                |
|                        |                            |                  |                                                                                |
| San Marino SMRTV       |                            |                  |                                                                                |
|                        |                            |                  |                                                                                |
| Ucraïna Suspilne       |                            |                  | Final Nacional, ??-10-2025                                                     |
| Ucraïna Suspilne       | Ucraïnès                   |                  | Final Nacional, ??-10-2025                                                     |
| Xipre CyBC             |                            |                  |                                                                                |
|                        |                            |                  |                                                                                |

### Altres països

#### membres de la UER
- Estònia - El 11 de desembre de 2024, l'emissora estònia ERR va confirmar que no participaria el 2025 a causa de les retallades pressupostàries.[3]